# エギルのサガ

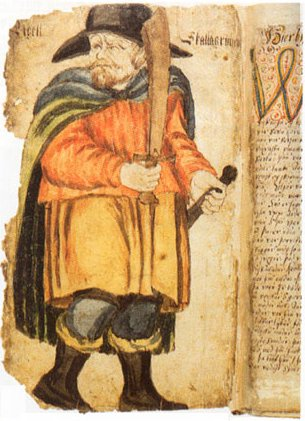
17世紀の『エギルのサガ』の写本に描かれたエギル・スカラグリームスソン

『エギルのサガ』（古ノルド語: Egils saga Skalla-Grímssonar）は、おそらくスノッリ・ストゥルルソンによって西暦1220年から1240年の間に書かれたであろうと考えられている散文の英雄譚で、アイスランド・サガの一つである。アイスランドの研究者からは一般に「Egla」と呼ばれている。
『エギルのサガ』は、アイスランドの農場主であり、またヴァイキングやスカルド詩人でもあったエギル・スカラグリームスソンの生涯を中心に書かれている。

## 概要
このサガは、9世紀のノルウェーの農夫だったエギルの祖父、クヴェルドウールヴ（Kveldúlfr）より始まる。
系譜
「半巨人〔トロル〕のハルビョルン」を祖先（母方の伯叔父）に
もつ血統で、夕暮れに気性が豹変する彼に、人々は変身能力者の名札をつけ、「宵の狼」とあだ名した。長子のソーロールヴ（Þórólfr）は母親似だったが、次男のスカラグリームがこの父の気性と色黒さを受け継いだ。やがてのち、題名主人公のエギル・スカラグリームスソンがこの父系の血を濃く引き継くことになるが、容貌が親一倍醜かった代わりに素晴らしい詩の文才を兼ね添えていた。
ノルウェー王と一族の対立
この時代、ハラルド美髪王（ハーラル1世 ）がノルウェー統一を推し進めていた。クヴェルドウールヴは、領主であるフィヨルダネ（古ノルド語: Firðafylki）の小王が募る反抗軍への加入を拒絶するが、ハラルド王に請われても臣従の礼をとらず、王の機嫌を損ねてしまう。そこで盟友カーリの息子で宮廷詩人のエルヴィル・フヌーヴァ（Ölvir hnúfa）が仲裁に入り、長男ソーロールヴがヴァイキング行より帰還後、これを差し出すという条件で和解した。クヴェルドウールヴが協力を出し渋ったのは、この王にかかわってもろくな顛末にならないとの予見があったからである。ソーロールヴは立派に務め、王が全土制覇を果たした戦（ハヴルスフィヨルドの戦、872年頃とされる）でも活躍した。しかし予見は的中し、讒言におとしめられたソーロールヴは、王みずから率いる部隊により所領で攻撃され死を遂げる。
アイスランドへの移民
サガは、エギルの父スカラグリームの話題へと移る。ソーロールヴの死後、スカラグリームとクヴェルドウールヴはノルウェーを捨て、アイスランドに入植する。スカラグリームは農場主兼鍛冶屋としてボルグに入植し、そこで息子のソーロールヴ（亡き伯父の名を踏襲）とエギル（題名主人公）を育てる。
兄ソーロールヴと王子の親交
ソーロールヴは、家に身を寄せていたビョルンを伴いノルウェーに渡り、王が溺愛する血斧のエイリーク王子と友誼を結ぶ。取り入る手段としては、美しく彩色された軍船を献上したのだが、単に物品で購われた絆ではなかった。場所は王子の養父ソーリル（Þórir Hróaldsson）の邸、このソーリルはビョルンの義兄で、ソーロルヴの父親とは乳兄弟の間柄でもあった。
弟エギルの少年時代
物語はエギルの少年時代へと入る。エギルは3歳の時スカルド詩を披露。7歳の時には、斧による最初の殺人を行った。12歳の時、もはや競技でかなうものはいなかったが、親友と組んで父親のスカラグリームに球技で挑んだとき、夕暮れどき父親が怪力を発揮し、友達は殺されてしまう。
エギルの活躍
物語はエギルのスカンディナヴィアとイングランドへの旅、彼の戦闘と友情、彼の家族関係、彼の老年、そして彼の息子たちの死へと続いていく。西暦1000年頃を持って、この物語を終わりを告げる。

## 解説
このサガはエギルの生涯におけるさまざまな出来事を通して彼を追っている。彼の生涯の多くは戦闘の中にあった。またエギルは頻繁に詩によって自身の生涯の物語を伝えている。伝えられるところでは、エギルが死ぬ前にモスフェットルスバイル(en:Mosfellsbær)近郊に銀の財宝を隠したとされており、「エギルの銀」伝説を生んだ。
『ニャールのサガ』(en:Njáls saga)、『ラックサー谷の人びとのサガ』(en:Laxdæla saga)と共に、アイスランド・サガの中でも特に優れた文学作品の一つと見なされている。